# هورنی ویزد (منطقه تربیچ)
هورنی ویزد (منطقه تربیچ) (به چکی: Horní Újezd) یک منطقهٔ مسکونی در جمهوری چک است که در منطقه تربیچ واقع شده‌است.
 هورنی ویزد ۷٫۱۶ کیلومتر مربع مساحت و ۲۵۷ نفر جمعیت دارد و ۴۹۰ متر بالاتر از سطح دریا واقع شده‌است.